# Elaeocarpus reticulatus
Elaeocarpus reticulatus är en tvåhjärtbladig växtart som beskrevs av James Edward Smith. Elaeocarpus reticulatus ingår i släktet Elaeocarpus och familjen Elaeocarpaceae. Inga underarter finns listade i Catalogue of Life.